# 片岡愛之助 (4代目)
四代目 片岡 愛之助（かたおか あいのすけ、1881年（明治14年）8月1日 - 1927年（昭和2年）5月16日）は関西の歌舞伎役者。本名は北村 大五郎（きたむら だいごろう）、俳名は霞香。
大阪新町に生まれる。初め明治17年（1884年）に中村宗十郎門下になり大阪堀江座で本名で初舞台。後に初代中村霞仙の門人となり中村霞香と改名、明治35年（1902年）『肥後の駒下駄』おすみで名題昇進。その後十代目片岡仁左衛門の門人となり、明治40年（1907年）1月に角座で『石田局』で四代目片岡愛之助を襲名。
当たり役に『壺坂霊験記』のお里、『鏡山旧錦絵』のお初など。